# Lusignan (Vienne)
Lusignan ist eine französische Gemeinde mit 2.556 Einwohnern (Stand 1. Januar 2022) im Département Vienne in der Region Nouvelle-Aquitaine; sie gehört zum Arrondissement Poitiers und zum Kanton Lusignan. Der Ort liegt rund 25 km südwestlich von Poitiers, um Ufer des Flusses Vonne. Die Einwohner Lusignans werden Mélusins bzw. Mélusines genannt.

## Bevölkerungsentwicklung
| Jahr      | 1962 | 1968 | 1975 | 1982 | 1990 | 1999 | 2006 | 2011 | 2016 | 2019 |
| Einwohner | 2283 | 2564 | 2777 | 2855 | 2749 | 2677 | 2565 | 2633 | 2655 | 2659 |

## Sehenswürdigkeiten
Siehe auch: Liste der Monuments historiques in Lusignan (Vienne)
- Die Burg Lusignan, die größte mittelalterlichen Festung Frankreichs und Stammburg des Hauses Lusignan, ist nur noch als Ruine erhalten.
- Die romanische Kirche Notre-Dame-et-Saint-Junien wurde im Wesentlichen von 1024 bis 1110 erbaut und im 15. Jahrhundert durch einen südlichen Portalvorbau ergänzt.

## Partnerschaften
Lusignan ist seit 1976 mit der deutschen Gemeinde Altusried im bayrischen Allgäu und seit 1997 mit Pano Lefkara auf Zypern, etwa 40 km südwestlich von Nikosia, durch Gemeindepartnerschaften verbunden. Lusignan hat eine spezielle Beziehung zu Zypern, da der erste Herrscher des Königreichs Zypern Guido von Lusignan war. Dieser war König von Jerusalem gewesen und kaufte die Insel 1192 von Richard Löwenherz, der auf dem 3. Kreuzzug die Insel erobert hatte.
Zur französischen Gemeinde L’Hôpital gibt es freundschaftliche Beziehungen. Die Bewohner dieser unmittelbar an der Grenze zu Deutschland liegenden Gemeinde wurden zu Beginn des Zweiten Weltkriegs nach Lusignan evakuiert.

## Verkehr
Am Bahnhof Lusignan an der Bahnstrecke Saint-Benoît–La Rochelle-Ville verkehren TER-Züge von und nach La Rochelle-Ville und Poitiers.

## Persönlichkeiten
- Das Adelsgeschlecht Lusignan wird auch mit der mittelalterlichen Sagengestalt der Melusine in Verbindung gebracht.
- Jacques Babinet (1794–1872), Physiker
- André Léo (1824–1900), Schriftstellerin, Journalistin und Feministin

## Sonstiges
Lusignan liegt an der Via Turonensis, dem nördlichsten Jakobsweg in Frankreich.